# Tubérisation

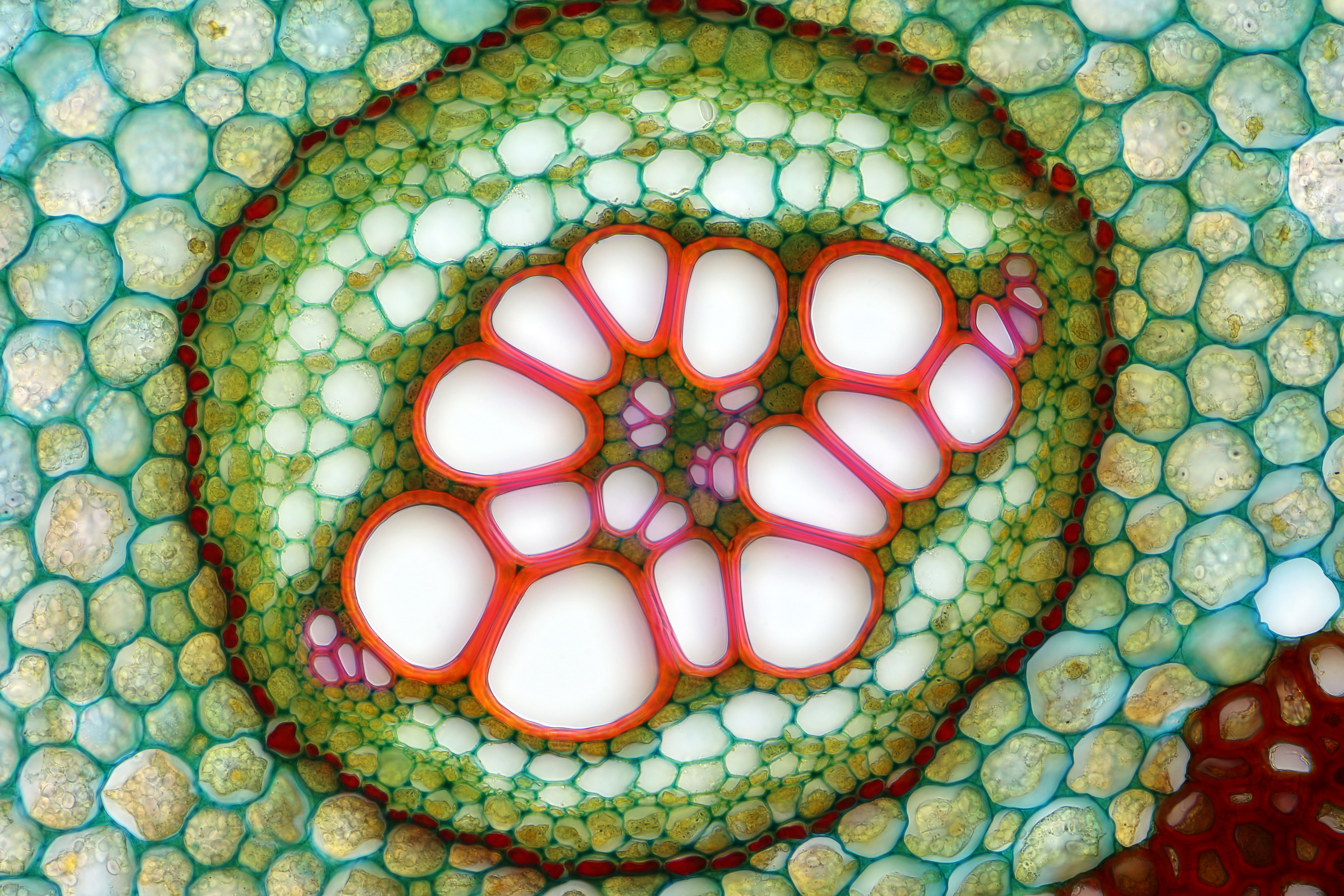
Coupe histologique du rhizome tubérisé de la fougère aigle. Il montre un endoderme (couche de cellules uniformément épaissies qui sépare la moelle centrale du cortex, ce dernier étant constitué de parenchyme cortical hypertrophié.

La tubérisation correspond à la transformation d'une ou plusieurs parties d'un végétal (racines, feuilles, tiges, etc.) en organe de réserve appelé tubercule : rhizome, corme, racine tubérisée) permettant ainsi la survie de la plante lors de la mauvaise saison.

## Aspects anatomiques
La tubérisation de l'organe de réserve résulte de l'hypertrophie du parenchyme cortical et médullaire de cet organe qui est bourré d'amyloplastes synthétisant des glucides (amidon de la pomme de terre, saccharose de la betterave). L'induction se réalise le plus souvent au niveau des feuilles sous l'influence de plusieurs facteurs : photopériode, température, régulateurs de croissance (auxine, cytokinine, gibbérelline, jasmonate, polyamine).

## Convergence évolutive
« La tubérisation touche différents organes de l'appareil végétatif (hypocotyle, racine, tige) mais également différents tissus (parenchyme, phloème secondaire, xylème secondaire). Ces structures de réserve permettant le passage de la mauvaise saison sont mises en place chez différentes familles : il s'agit d'une convergence évolutive ».